# S/S General von Steuben
S/S General von Steuben var en tysk oceanångare som ägdes av rederiet Norddeutscher Lloyd. General von Steuben byggdes på varvet AG Vulcan i Stettin (nuvarande Szczecin i Polen) och sjösattes den 25 november 1922. Fartyget hette ursprungligen München men namnet ändrades 1930 till General von Steuben och 1938 till endast Steuben. I andra världskrigets slutskede användes Steuben för att evakuera flyktingar och sårade soldater undan den avancerande röda armén. Under natten till den 10 februari 1945 upptäcktes fartyget nära Stolpebanken utanför Ostpreussen av den sovjetiska ubåten S 13, under kapten Aleksandr Marineskos befäl.  S13 avfyrade två torpeder som träffade Steuben akter om bryggan och fartyget förliste på knappt sju minuter. Av de över 3 000 ombordvarande räddades bara 300.  
2004 lokaliserades vraket av polska flottan. Fartyget ligger idag på  50-70 meters djup och kan därför endast nås av dykare med speciell utbildning och utrustning. Detta har medfört att vraket är i väldigt gott skick och inte har plundrats. En dykfilm från General von Steuben visades i ett avsnitt av TV-programmet Vrakletarna som sändes på SVT hösten 2007.
Fartyget fick sitt namn efter den preussiske militären Friedrich Wilhelm von Steuben som var general i amerikansk tjänst under Amerikanska frihetskriget. 